# ルティプリ
ルティプリ（Lutipri）は、紀元前9世紀の初期ウラルトゥ王と推測される人物。サルドゥリ1世の父。

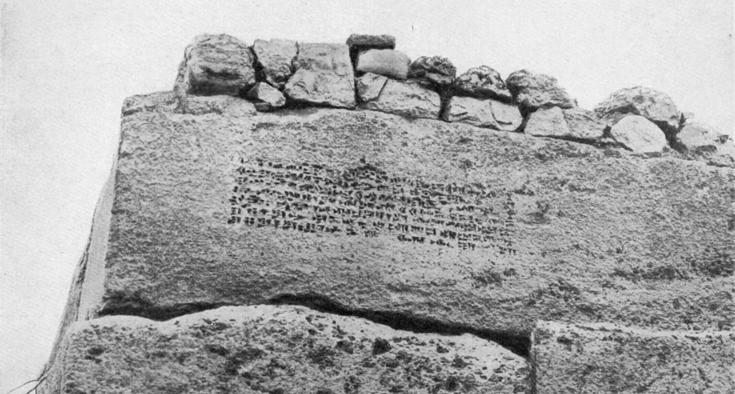
サルドゥリ1世の碑文

ルティプリの名はサルドゥリ1世がトゥシュパ（Tushpa、ヴァン）に残した碑文に、サルドゥリの父として言及されている。しかしそれ以外の事跡は分かっていない。
当時「ナイリ」と呼ばれた、東アナトリアの高原に分散していた諸部族は、アッシリア帝国に対する抵抗の中でアラマとルティプリの下で二つの勢力に収斂されてゆき、やがてサルドゥリの下で統一されて国家の体裁を整えていったと考えられている。アラマはアッシリアの史料に名が見えるが、ルティプリはトゥシュパ碑文にのみ名が見られるため、紀元前844年頃を最後に登場しなくなるアラマののちにウラルトゥ王を名乗っていたかは不明である。
「ルティプリ」はフルリ語の人名であると主張する学者もおり、その場合ウラルトゥがフルリ人に起源を持つという学説を補強するものとなる。

## 文献
- Пиотровский Б.Б. Ванское царство (Урарту), Издательство Восточной литературы, Москва, 1959

（邦訳）『埋もれた古代王国の謎 幻の国ウラルトゥを探る』（ボリス・ボリソヴィッチ・ピオトロフスキー著　加藤九祚訳　岩波書店, ISBN 9784000001601 (4000001604)）
- Меликишвили Г.А. Урартские клинообразные надписи, Издательство АН СССР, Москва, 1960

## 注
1. ↑  Götze, Albrecht, Hethiter, Churriter und Assyrer; Hauplinien der vorderasiatischen Kulturentwicklung  Oslo, H. Aschehoug; Cambridge, Mass., Harvard University Press, 1936